# Peeping Tom (película)
Peeping Tom (en México, El fotógrafo del miedo ; en España, El fotógrafo del pánico; en Argentina, Tres rostros para el miedo) es una película británica de 1960 de los géneros de drama, suspense y terror dirigida por Michael Powell y con Karlheinz Böhm (Carl Boehm), Moira Shearer y Anna Massey en los papeles principales.
El título deriva de una expresión en argot del idioma inglés: «peeping Tom», que significa «mirón». El guion fue escrito por el criptógrafo de la Segunda Guerra Mundial y polímata Leo Marks.

## Argumento
El protagonista, Mark Lewis, filma su encuentro con una prostituta mediante una cámara escondida bajo su abrigo, la sigue hasta su casa y la asesina brutalmente. Después se traslada a la suya para ver el resultado de la filmación...

## Comentarios
Trata de un drama centrado en el retrato psicológico de su protagonista, un joven obsesionado por capturar en imágenes el terror de las mujeres al ser asesinadas. La película reflexiona sobre la corrupción de los sentimientos al ser instrumentalizados, lo que se refleja en el estilo de la propia película, que adopta el punto de vista subjetivo de su protagonista, a menudo mediatizado o alienado por las cámaras con las que observa (y a la vez nos fuerza a observar) a sus víctimas.
El crítico Roger Ebert, comentando la película, dijo: «El cine nos convierte en voyeurs. Nos sentamos en la oscuridad, observando la vida de otros. Es en estos términos en que el cine se entiende con nosotros, aunque la mayoría de las películas son demasiado bienintencionadas como para mencionarlo».
Martin Scorsese, admirador de los trabajos de Powell, declaró que este filme, junto con 8½ de Fellini, contiene todo lo que se puede decir sobre la dirección de cine: «Siempre he creído que Peeping Tom y 8½ dicen todo lo que puede ser dicho sobre el arte de hacer películas, sobre el proceso de llevarlas a cabo, la objetividad y la subjetividad y la confusión entre las dos. 8½ captura el lujo y el disfrute de hacer cine, mientras que Peeping Tom muestra la agresión que hay en ello, cómo la cámara inflige una violación... Viéndolas puedes descubrir todo sobre las personas que hacen cine, o al menos, cómo esas personas se expresan a sí mismas a través de las películas».
El filme tiene una marcada influencia de los thrillers de Alfred Hitchcock, y mantiene interesantes conexiones temáticas con Blowup de Michelangelo Antonioni.

## Influencias culturales
El grupo musical de Mike Patton, Peeping Tom, y su álbum homónimo, fueron llamados así en homenaje a esta película.
El grupo musical inglés de rock alternativo Placebo, en su álbum de 2000 Black Market Music, incluye el tema Peeping Tom.
El grupo musical japonés de rock L'Arc~en~Ciel, en su sencillo de 1998 "Dive to Blue" y en su álbum recopilatorio The Best of L'Arc~en~Ciel c/w de 2003, incluye el tema "Peeping Tom".